# Tirreno-Adriatico 2002
La Tirreno-Adriatico 2002, trentasettesima edizione della corsa, si svolse dal 14 al 20 marzo 2002 su un percorso di 1049,7 km, su un percorso suddiviso su 7 tappe. La vittoria fu appannaggio dell'olandese Erik Dekker, che completò il percorso in 28h45'24", precedendo l'italiano Danilo Di Luca e lo spagnolo Óscar Freire.
I ciclisti che partirono da Massa Lubrense furono 197, mentre coloro che tagliarono il traguardo di San Benedetto del Tronto furono 179.

## Tappe
| Tappa  | Data     | Percorso                                            | km     | Vincitore di tappa | Leader cl. generale |
| ------ | -------- | --------------------------------------------------- | ------ | ------------------ | ------------------- |
| 1ª     | 14 marzo | Massa Lubrense > Sorrento                           | 124    | Erik Zabel         | Erik Zabel          |
| 2ª     | 15 marzo | Sorrento > Frosinone                                | 213    | Paolo Bettini      | Erik Zabel          |
| 3ª     | 16 marzo | Anagni > Rocca di Cambio                            | 185    | Danilo Di Luca     | Danilo Di Luca      |
| 4ª     | 17 marzo | Rieti > Rieti (cron. individuale)                   | 12,7   | Erik Dekker        | Erik Dekker         |
| 5ª     | 18 marzo | Rieti > Torricella Sicura                           | 150    | Danilo Di Luca     | Erik Dekker         |
| 6ª     | 19 marzo | Rapagnano > Montegranaro                            | 214    | Franco Pellizotti  | Erik Dekker         |
| 7ª     | 20 marzo | San Benedetto del Tronto > San Benedetto del Tronto | 162    | Mario Cipollini    | Erik Dekker         |
| Totale | Totale   | Totale                                              | 1049,7 |                    |                     |

## Dettagli delle tappe

### 1ª tappa
- 14 marzo: Massa Lubrense > Sorrento – 124 km

Risultati
| Pos. | Corridore         | Squadra    | Tempo    |
| ---- | ----------------- | ---------- | -------- |
| 1    | Erik Zabel        | D. Telekom | 3h15'39" |
| 2    | Giovanni Lombardi | Acqua & S. | s.t.     |
| 3    | Ján Svorada       | Lampre     | s.t.     |

| Pos. | Corridore         | Squadra    | Tempo    |
| ---- | ----------------- | ---------- | -------- |
| 1    | Erik Zabel        | D. Telekom | 3h15'39" |
| 2    | Giovanni Lombardi | Acqua & S. | s.t.     |
| 3    | Ján Svorada       | Lampre     | s.t.     |

### 2ª tappa
- 15 marzo: Sorrento > Frosinone – 213 km

Risultati
| Pos. | Corridore     | Squadra    | Tempo    |
| ---- | ------------- | ---------- | -------- |
| 1    | Paolo Bettini | Mapei      | 5h58'24" |
| 2    | Erik Zabel    | D. Telekom | a 2"     |
| 3    | Endrio Leoni  | Alessio    | s.t.     |

| Pos. | Corridore  | Squadra    | Tempo |
| ---- | ---------- | ---------- | ----- |
| 1    | Erik Zabel | D. Telekom |       |

### 3ª tappa
- 16 marzo: Anagni > Rocca di Cambio – 185 km

Risultati
| Pos. | Corridore         | Squadra  | Tempo    |
| ---- | ----------------- | -------- | -------- |
| 1    | Danilo Di Luca    | Saeco    | 4h59'37" |
| 2    | Erik Dekker       | Rabobank | a 14"    |
| 3    | Franco Pellizotti | Alessio  | s.t.     |

| Pos. | Corridore      | Squadra | Tempo |
| ---- | -------------- | ------- | ----- |
| 1    | Danilo Di Luca | Saeco   |       |

### 4ª tappa
- 17 marzo: Rieti > Rieti (cron. individuale) – 12,7 km

Risultati
| Pos. | Corridore     | Squadra   | Tempo  |
| ---- | ------------- | --------- | ------ |
| 1    | Erik Dekker   | Rabobank  | 15'19" |
| 2    | Ruslan Ivanov | Alessio   | s.t.   |
| 3    | Floyd Landis  | US Postal | a 3"   |

| Pos. | Corridore   | Squadra  | Tempo |
| ---- | ----------- | -------- | ----- |
| 1    | Erik Dekker | Rabobank |       |

### 5ª tappa
- 18 marzo: Rieti > Torricella Sicura – 150 km

Risultati
| Pos. | Corridore         | Squadra    | Tempo    |
| ---- | ----------------- | ---------- | -------- |
| 1    | Danilo Di Luca    | Saeco      | 3h39'51" |
| 2    | Erik Zabel        | D. Telekom | s.t.     |
| 3    | Giuliano Figueras | Panaria    | s.t.     |

| Pos. | Corridore   | Squadra  | Tempo |
| ---- | ----------- | -------- | ----- |
| 1    | Erik Dekker | Rabobank |       |

### 6ª tappa
- 19 marzo: Rapagnano > Montegranaro – 214 km

Risultati
| Pos. | Corridore         | Squadra       | Tempo    |
| ---- | ----------------- | ------------- | -------- |
| 1    | Franco Pellizotti | Alessio       | 6h01'36" |
| 2    | Rinaldo Nocentini | Fassa Bortolo | s.t.     |
| 3    | Paolo Bettini     | Mapei         |          |

| Pos. | Corridore   | Squadra  | Tempo |
| ---- | ----------- | -------- | ----- |
| 1    | Erik Dekker | Rabobank |       |

### 7ª tappa
- 20 marzo: San Benedetto del Tronto > San Benedetto del Tronto – 162 km

Risultati
| Pos. | Corridore       | Squadra      | Tempo    |
| ---- | --------------- | ------------ | -------- |
| 1    | Mario Cipollini | Acqua & S.   | 4h34'38" |
| 2    | Erik Zabel      | D. Telekom   | s.t.     |
| 3    | Saulius Ruškys  | Gerolsteiner | s.t.     |

| Pos. | Corridore      | Squadra  | Tempo     |
| ---- | -------------- | -------- | --------- |
| 1    | Erik Dekker    | Rabobank | 28h45'24" |
| 2    | Danilo Di Luca | Saeco    | a 18"     |
| 3    | Óscar Freire   | Mapei    | s.t.      |

## Classifiche finali

### Classifica generale - Maglia azzurra
| Pos. | Corridore         | Squadra      | Tempo     |
| ---- | ----------------- | ------------ | --------- |
| 1    | Erik Dekker       | Rabobank     | 28h45'24" |
| 2    | Danilo Di Luca    | Saeco        | a 18"     |
| 3    | Óscar Freire      | Mapei        | s.t.      |
| 4    | Paolo Bettini     | Mapei        | a 23"     |
| 5    | Ruslan Ivanov     | Alessio      | s.t.      |
| 6    | Guido Trentin     | Cofidis      | a 24"     |
| 7    | Paolo Savoldelli  | Index-Alexia | a 29"     |
| 8    | Jan Hruška        | ONCE-Eroski  | a 30"     |
| 9    | Franco Pellizotti | Alessio      | a 32"     |
| 10   | Jörg Jaksche      | ONCE-Eroski  | a 36"     |